# Псевдокопуляция

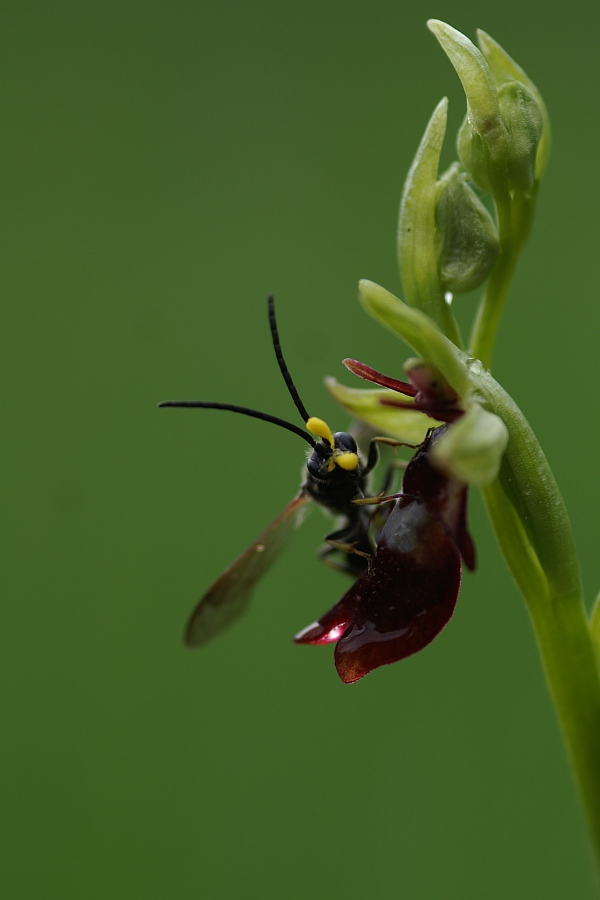
Насекомое на цветке офрис насекомоносной

Псевдокопуляция — имитация процесса спаривания между самцом некоторых насекомых, привлеченного цветками ряда растений (некоторые орхидеи), и структурами, напоминающими «самку», образуемую этими цветками. Данное явление часто рассматривают в качестве примера высокоспециализированной энтомофилии.
Цветки орхидей рода офрис (Ophrys) (например, офрис насекомоносная, офрис пчелоносная) имитируют внешний вид и запах неоплодотворенных самок одиночных пчёл из рода андрена (Andrena), привлекая в качестве опылителей самцов этих насекомых. Цветки обладают деталями, отмечающими видовую и половую принадлежность — т. н. визуальные аттрактанты, которые служат для самцов сигналом к началу ухаживания. Также, чтобы самец не распознал обман до того, как успеет опылить цветок, на лепестках обычно имеются особые выросты и ворсинки, обеспечивающие имитацию тактильного контакта с телом самки. Запах и форма этих цветков возбуждают половые инстинкты самцов. Садясь на цветки, они производят на них те же движения, как и при настоящем совокуплении. Покидая цветок, самец-опылитель несёт на головке поллинарий, оставляя его на рыльце пестика другого цветка и осуществляя, таким образом, перекрёстное опыление. После посещения нескольких цветков самцы в дальнейшем игнорируют офрисы, и только 10 % из них снова садятся на их цветы. В 2009 году было доказано, что офрисы выделяют аломоны — особую смесь органических химических соединений алкенов и алканов, которая имитирует запах феромонов самок насекомых, чем непосредственно привлекают самцов. Феромоны, как правило, являются видоспецифичными для каждого вида насекомых. Благодаря этой специфичности орхидеи, подражающие запаху самок того или иного вида опылителей, обеспечивают репродуктивную изоляцию от близких видов орхидей. Следует отметить, что в цветах этих орхидей отсутствует нектар, который мог бы быть атрагентом для потенциальных опылителей.
Другая группа орхидей, цветки которых опыляются путём псевдокопуляции самцами насекомых, распространена в Австралии. Здесь произрастают представители девяти различных родов, имеющие подобные приспособления. Примером служит взаимоотношения орхидеи Chiloglottis trapeziformis и осы Neozeleboria cryptoides.
Псевдокопуляция обнаружена у муравьёв рода Myrmecia. Самцы Myrmecia urens (у которых отсутствует характерная для муравьёв антибиотическая метаплевральная железа) таким образом опыляют орхидею Leporella fimbriata.

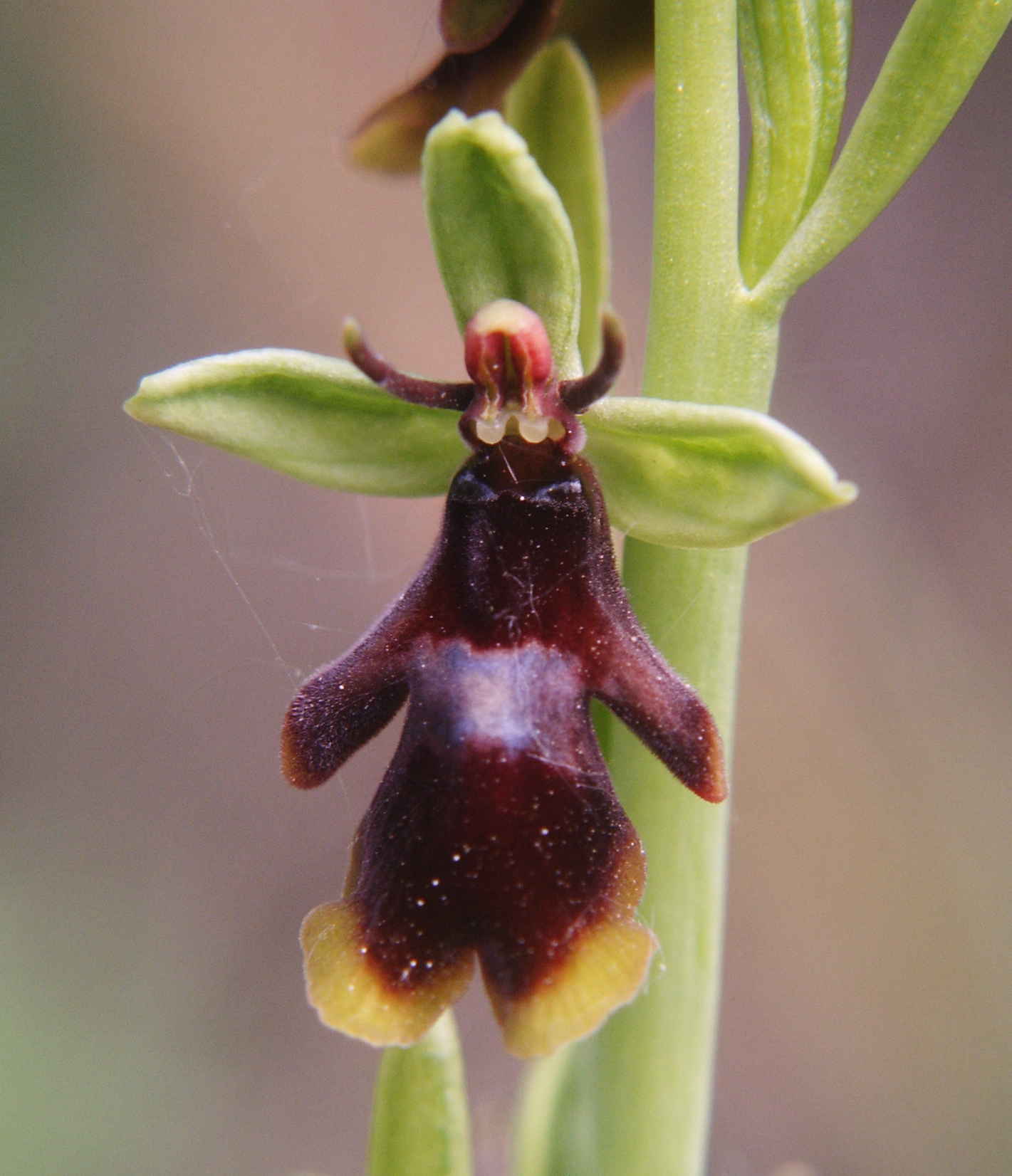
Офрис насекомоносная
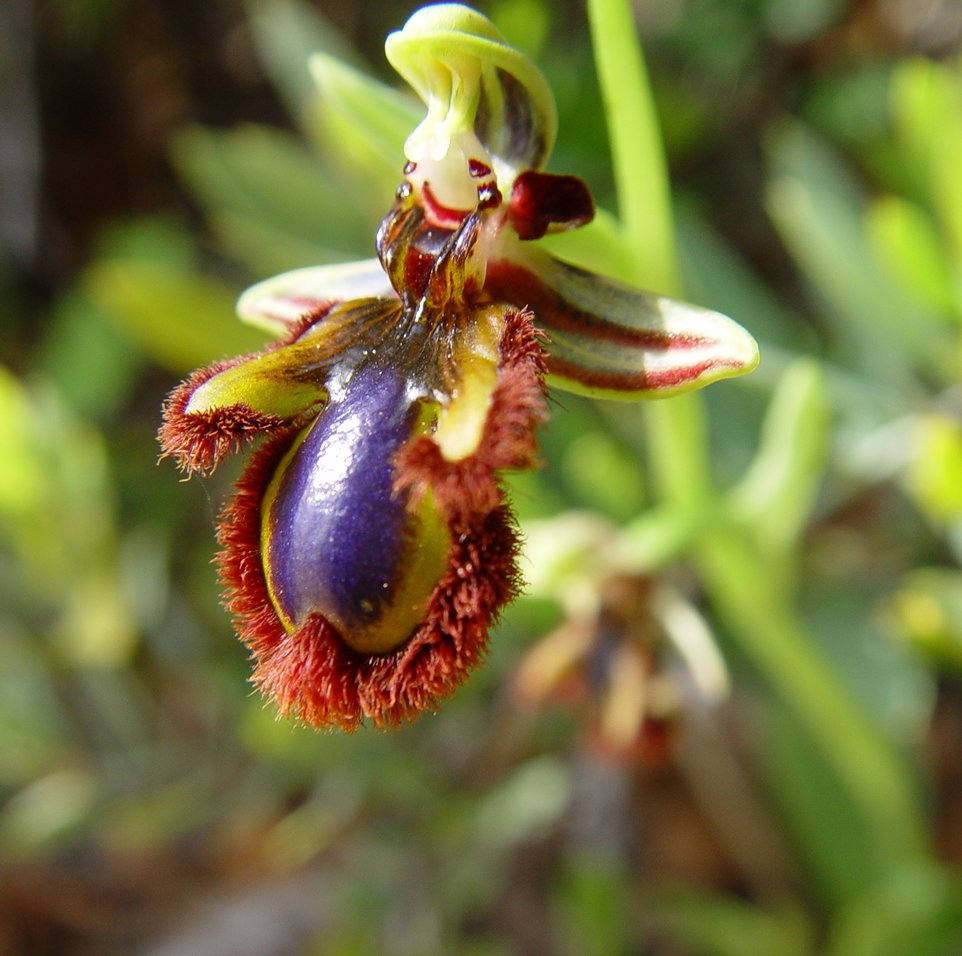
Ophrys speculum
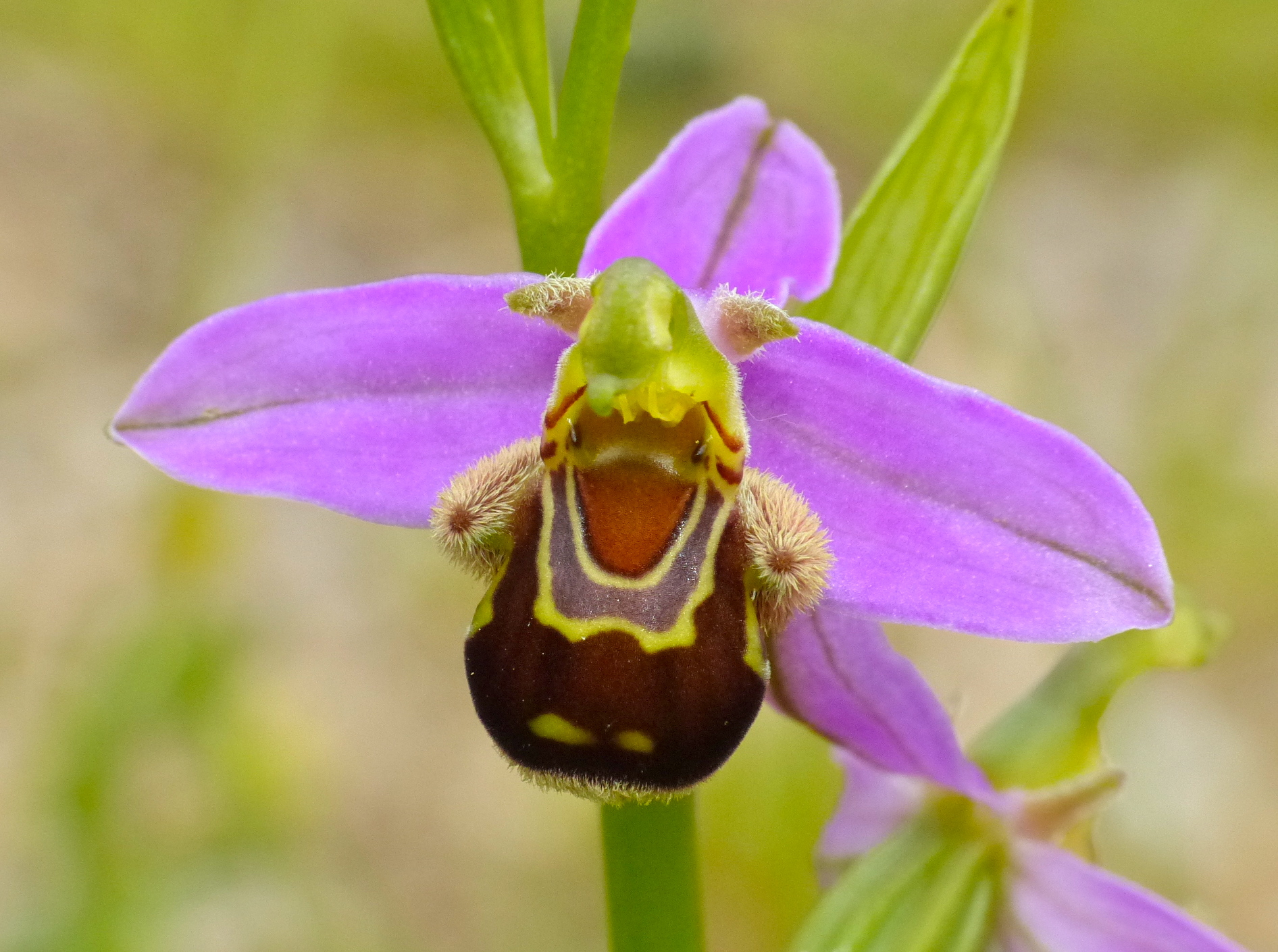
Офрис пчелоносная
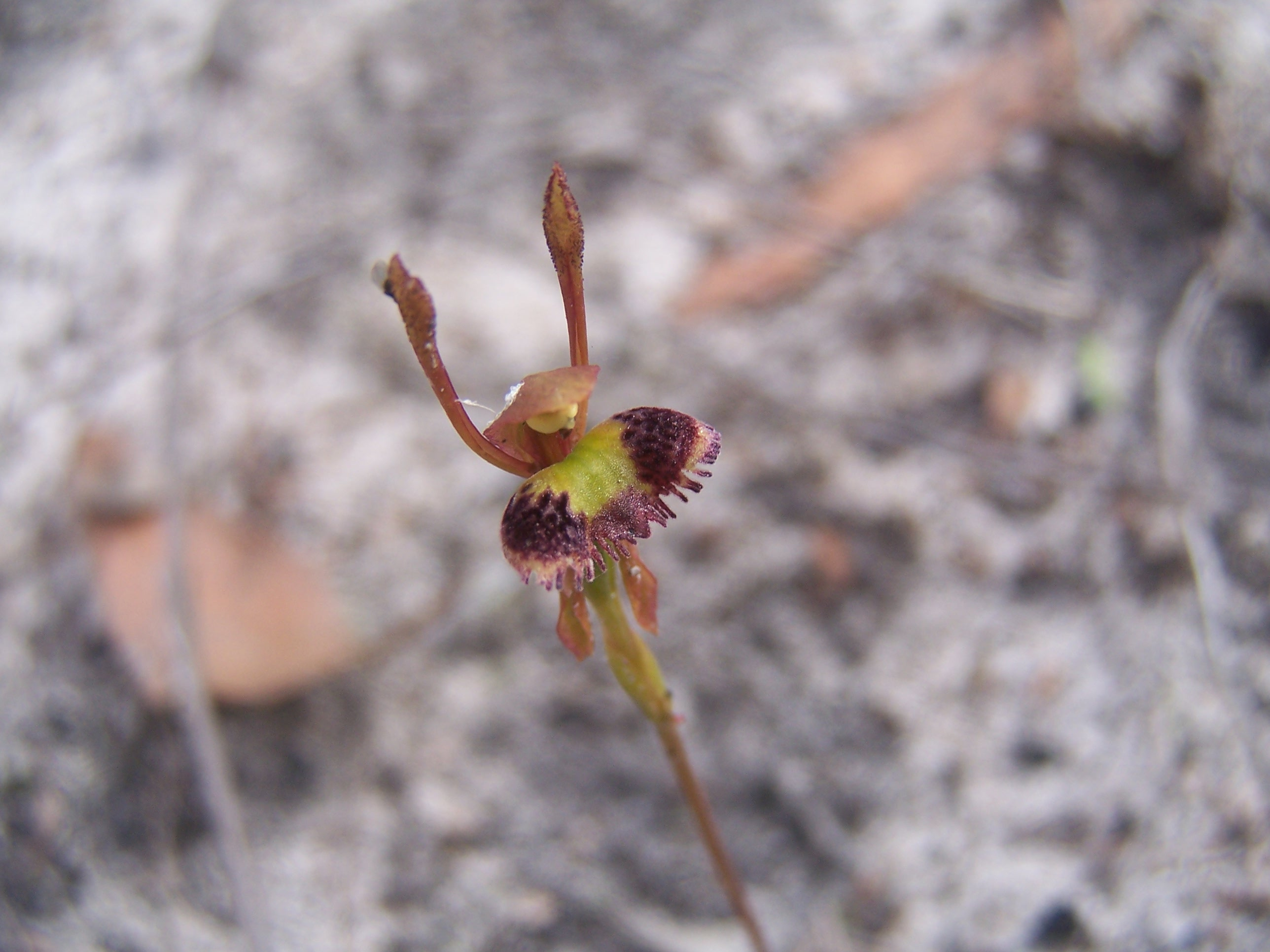
Leporella fimbriata